# Божо Бошковић
Божо Бошковић (Дубровник, 18. фебруар 1815 — Дубровник, 3. јануар 1879) је био имућан српски трговац који је рођен и живео у Дубровнику.

## Биографија
Његов отац Василије, са надимком Укропина био је пореклом из Херцеговине, из Мостара, али је живео у Дубровнику и ту радио као терзија. Ту се оженио Божовом мајком Аном Петровић, која је била из угледне, православне, дубровачке породице
Након завршене школе почео се бавити трговином, заједно са својим братом Ником. Вредноћом и штедљивошћу брзо су стекли иметак и постали познати трговци у свом крају.
Био је дуже време управник Дубровачког поморскобродарског друштва. Бавио се и политиком и биран је за члана општинске управе. Октобра 1857 оженио се Теодором Путицом из врло богате дубровачке православне породице. Дао је велики допринос подизању српске православне цркве у Дубровнику, посвећену Св. Благовештењу која је била прва православна црква у оквиру зидина града.
За време Невесињске пушке био је један од великих добротвора избеглица и сирочади.
Умро је 1879. године, а по његовој изричитој наредби, његова жена и брат положили су 10.000 форинти као Закладу Божа Бошковића, за оснивање српске православне девојачке школе у Дубровнику, која је свечано отворена 30. јануара 1880. године. Осим тога, оставио је исто 10.000 форинти за Задужбину Божа Бошковића, из које ће се засновати завод за сиромашну и напуштену децу у Дубровнику.